# Peuplingues
Peuplingues là một xã trong tỉnh Pas-de-Calais, vùng Hauts-de-France, Pháp.

## Địa lý
Peuplingues có cự ly 5 dặm Anh (8 km) về phía tây nam của Calais, tại giao lộ của các tuyến đường D243 và D243E.

## Dân số
| 1962                                                              | 1968 | 1975 | 1982 | 1990 | 1999 | 2006 |
| ----------------------------------------------------------------- | ---- | ---- | ---- | ---- | ---- | ---- |
| 436                                                               | 449  | 409  | 480  | 537  | 586  | 622  |
| Số liệu điều tra dân số tính từ năm 1962, dân số chỉ tính một lần |      |      |      |      |      |      |

## Địa điểm nổi bật
- Nhà thờ Notre-Dame thế kỷ 17.